# Dirk Verrijk
Theodorus (roepnaam Dirk) Verrijk (Haarlem, 7 juli 1734 – Den Haag, 3 mei 1786) was een Noord-Nederlands schilder, decoratieschilder,  tekenaar, pentekenaar en kopiist. 
Hij was werkzaam omstreeks 1760-1770. Aanvankelijk moet hij hebben samengewerkt met zijn vader, de kunstschilder Abraham Verrijk. Hij is een van de zes kinderen van deze Abraham Verrijk en Maria Hoogenbaas. In 1766 trouwde hij in Haarlem met Adriana Zegers, waaruit een zoon, Hendrik (geb. 1767). Vanaf 1782 woonde hij in Den Haag bij Maria Margaretha Hollem, als zij sterft blijft hij daar wonen tot zijn eigen dood op 52-jarige leeftijd, na een korte maar hevige ziekte.
Rond 1761 is Dirk Verrijk werkzaam als zelfstandig, rondreizend, topografisch tekenaar.  Hij werkte in Mechelen (rond 1769), trok, al schetsend, van Brussel naar Parijs waar hij vóór 1768 was en werkte diverse malen in de Oostenrijkse Nederlanden. Aan de hand van zijn schetsboeken en uitgewerkte tekeningen valt na te gaan dat hij Gelderland, Overijssel, Brabant, Utrecht, Zeeland en vooral (Noord en Zuid) Holland als werkterrein had. 
Hij is ook bekend als landschapsschilder voor handbeschilderd  behang, als decoratieschilder van interieurs. Hoewel hij minder begaafd was dan zijn tijdgenoten Cornelis Pronk en Jan de Beijer, waren zijn tekeningen tijdens zijn leven zeer gewild. Zo bevatte in 1774 de veiling van de kunstcollectie van de Antwerpse burgemeester Van Schorel minstens 28 werken van Verrijk, de veilingscatalogus van de Jacob Cramer Sijmonsz uit Amsterdam bevat 60 werken. 
Meerdere musea, publieke en particuliere collecties hebben werken van hem. Van een aantal afgebeelde locaties zijn meerdere versies bewaard gebleven, zoals van Utrechtse poorten die zich zowel in het Albertina in Wenen als in Het Utrechts Archief bevinden. Van een gezicht op Kasteel Helmond bevindt een schets in een schetsboek zich in het Gelders Archief in Arnhem, de uitgewerkte versie maakt deel uit van de collectie van het Gemeentemuseum Helmond.
In 1974 stelde het Utrechts gemeentearchief zijn werk tentoon.

## Andere namen en spellingen
Dirk Verrijk is ook bekend onder de namen Dirk Verrijck; Theodor Verrijck; Theodor Verrijk; Dirk Verryck; Theodor Verryck; Theodor Verryk en Dirk Verryk. Hij tekende meestal T. Verrijk -of D. Verrijk- Del. et Fec. (of: Inv. et Fec.).

## Platen

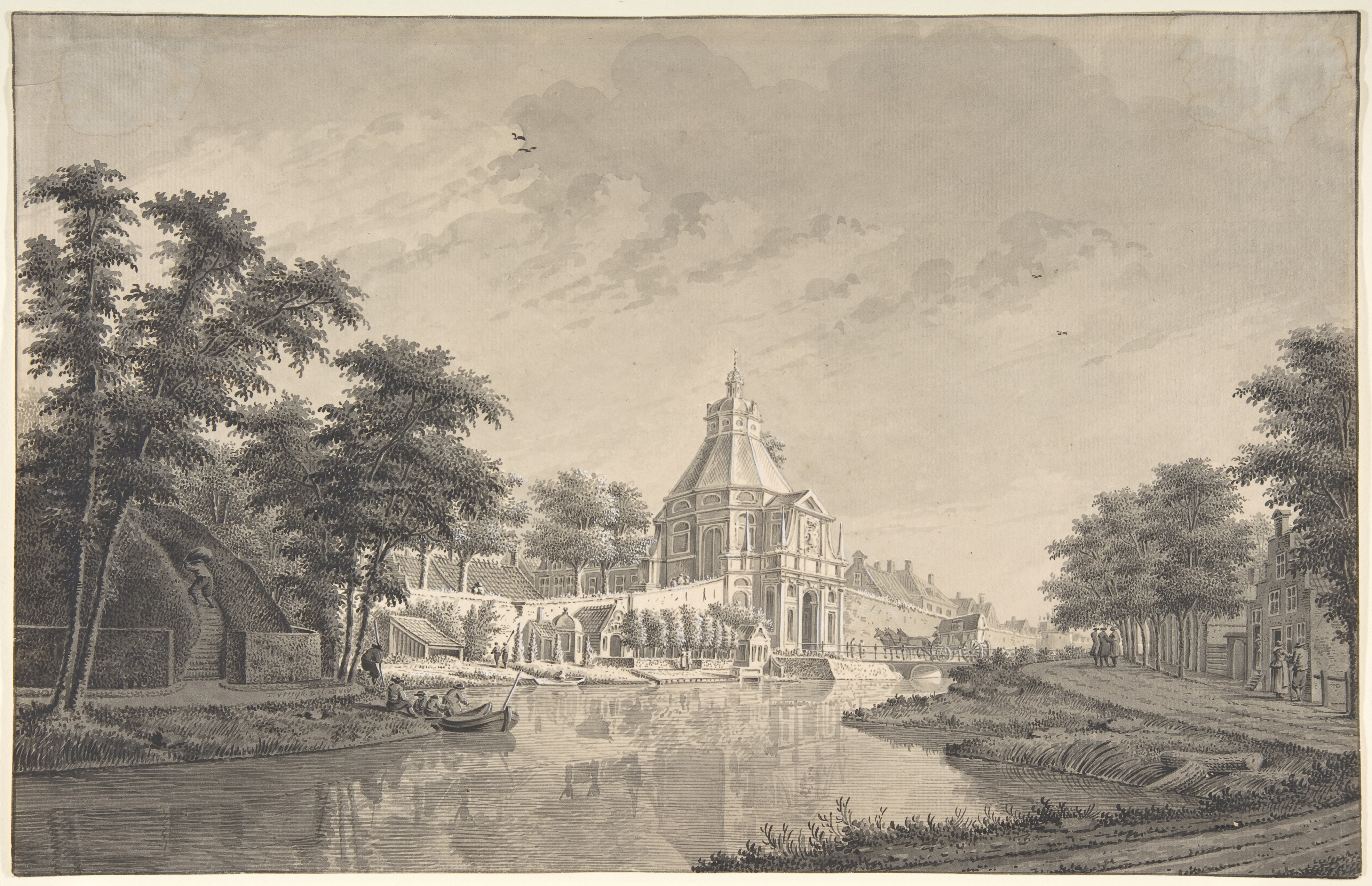
Wittevrouwenpoort Utrecht (MET, NY).
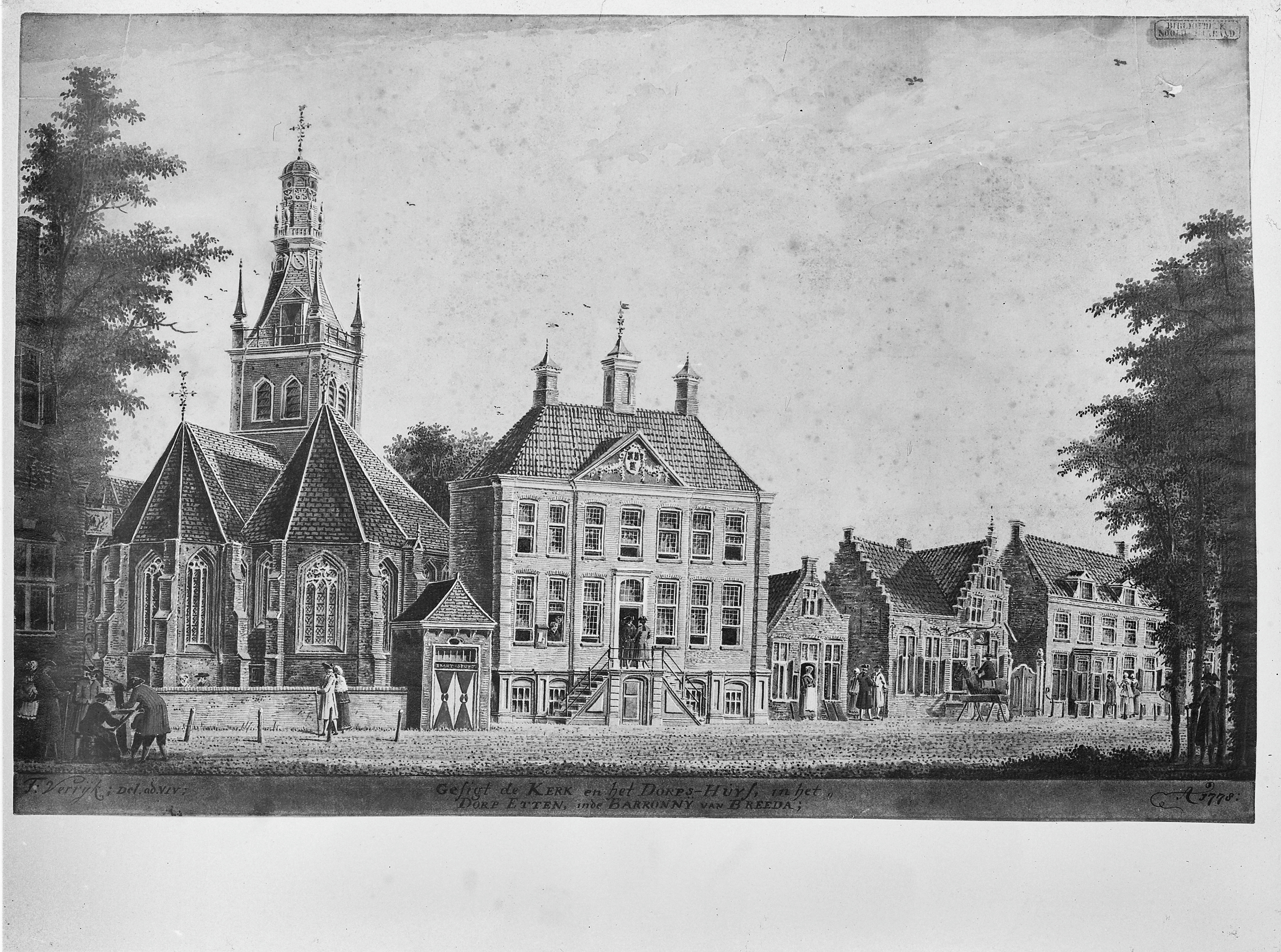
Dorpsgezicht met raadhuis en kerk in Etten
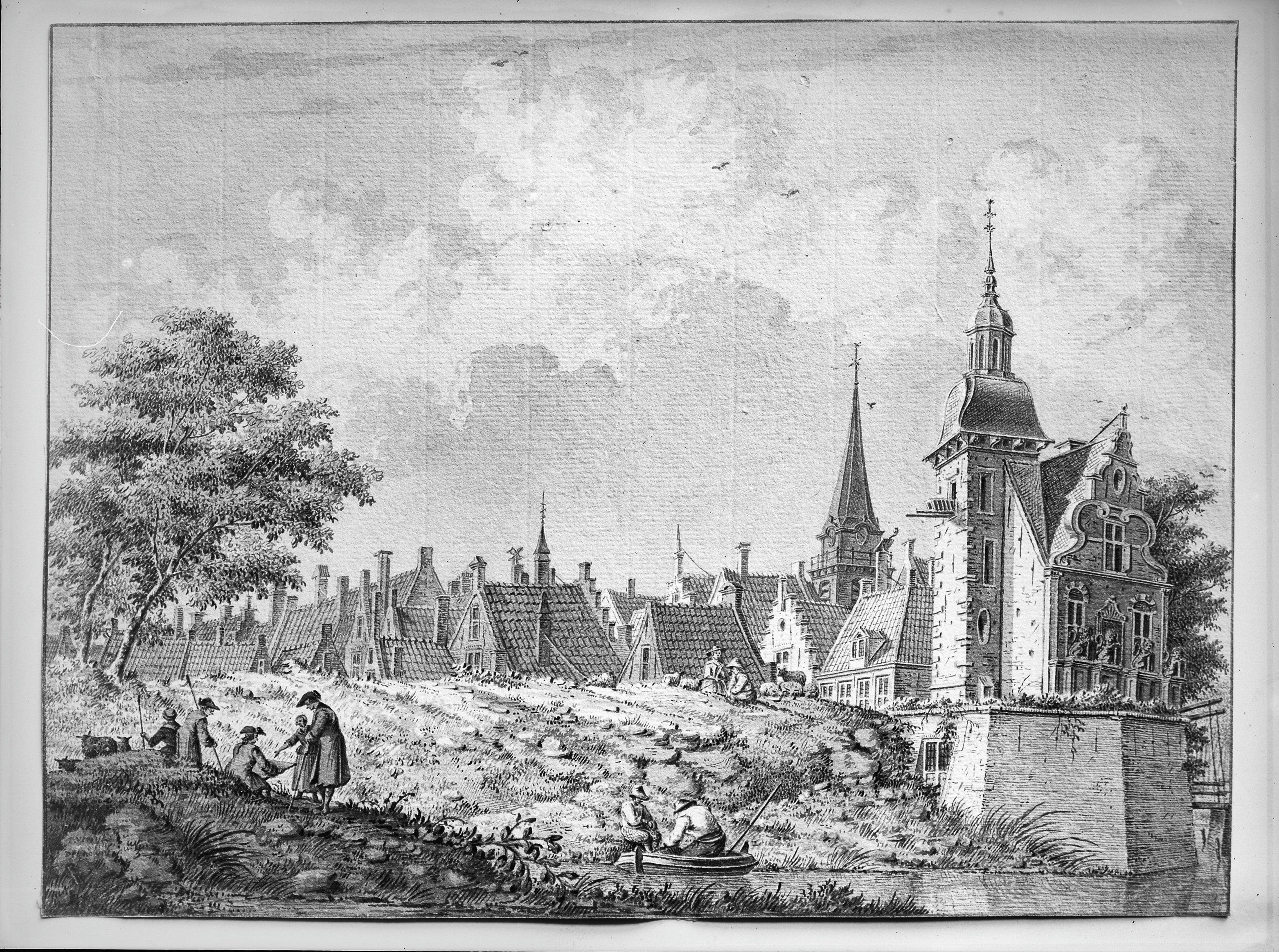
Leidse Poort van Woerden
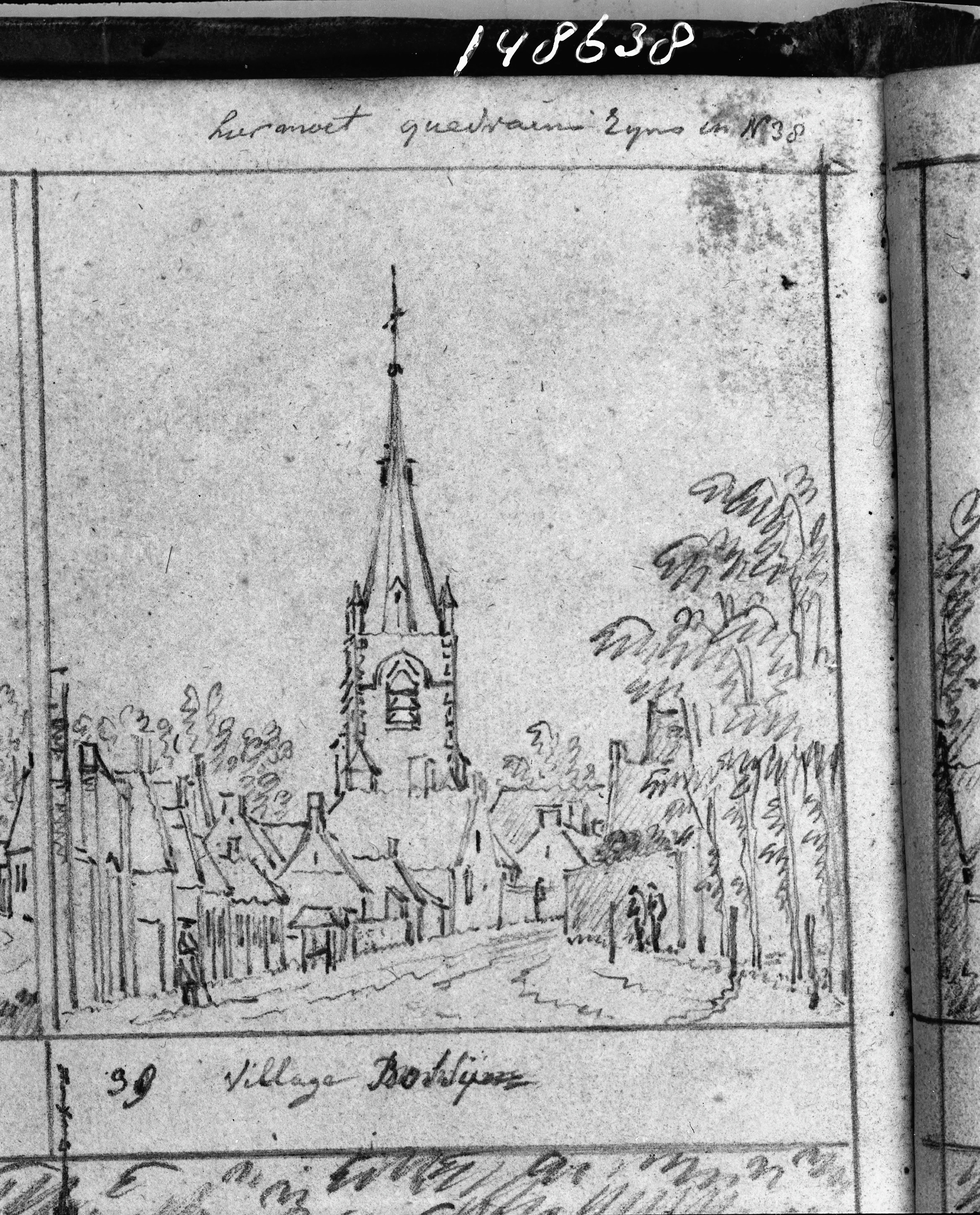
Schets dorpsgezicht Boussu-lez-Walcourt, Museum Arnhem
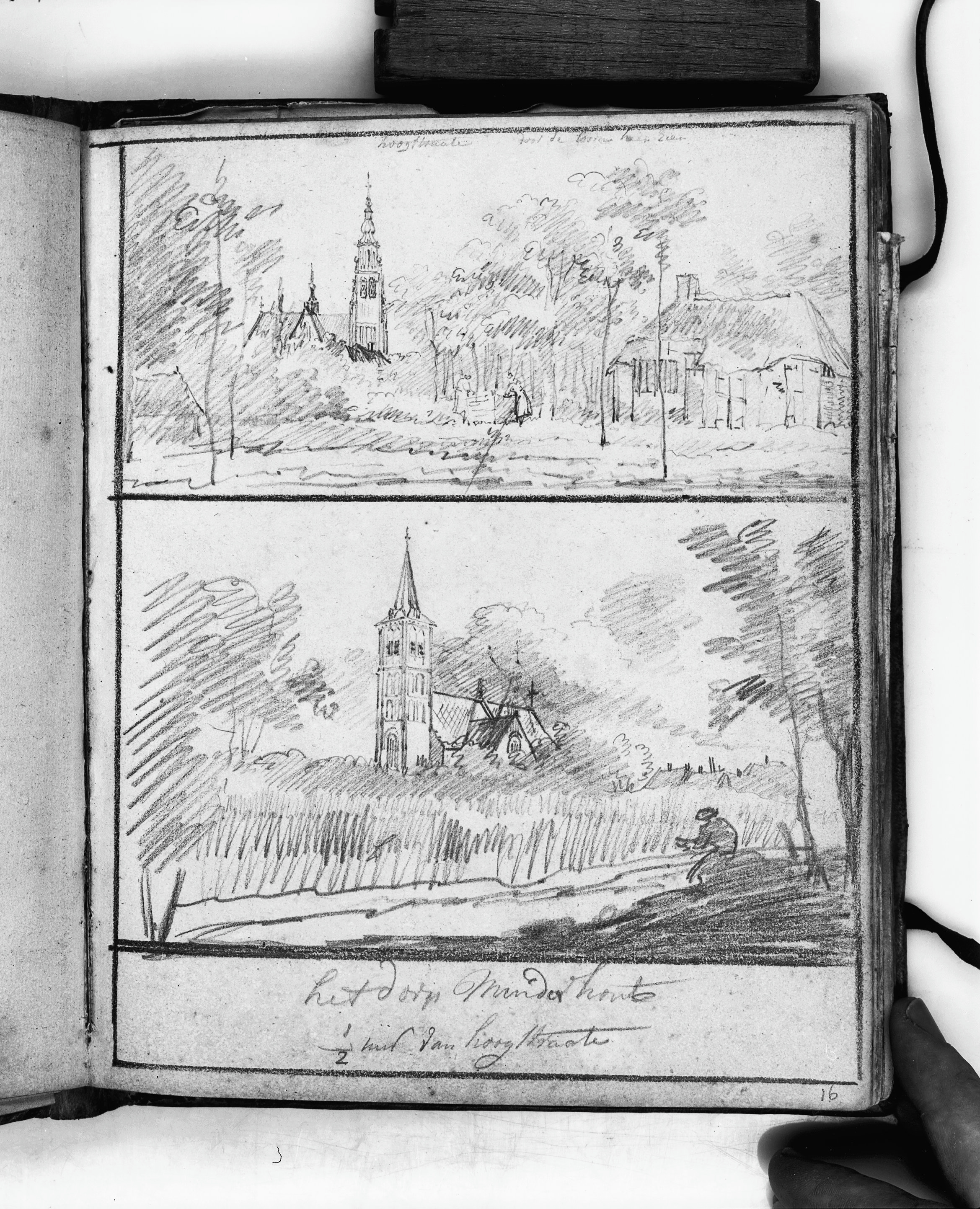
Tekening uit schetsboek, kerk Minderhout

## Over Dirk Verrijk
- Het topografische werk van Dirk Verrijk 1972, A.G. Schulte.
- Dirk Verrijk, 1734-1786 : tekeningen en schetsen : de provincies Noord- en Zuid-Holland, Utrecht en Zeeland, 1993, A.G. Schulte, ISBN 90-6469-655-1

- Bibliothèque nationale de France: cb135121561 (data)
- Biografisch Portaal: 34627962
- Gemeinsame Normdatei: 119263068
- International Standard Name Identifier: 0000 0000 6676 8304
- Library of Congress Control Number: nr94023143
- Nederlandse Thesaurus van Auteursnamen: 069607265
- RKD-Nederlands Instituut voor Kunstgeschiedenis: 80601
- Union List of Artist Names: 500006176
- Virtual International Authority File: 40184445
- WorldCat: E39PBJwMwrfppCv4dyFpd6jV4q